# Graafschap Vianden

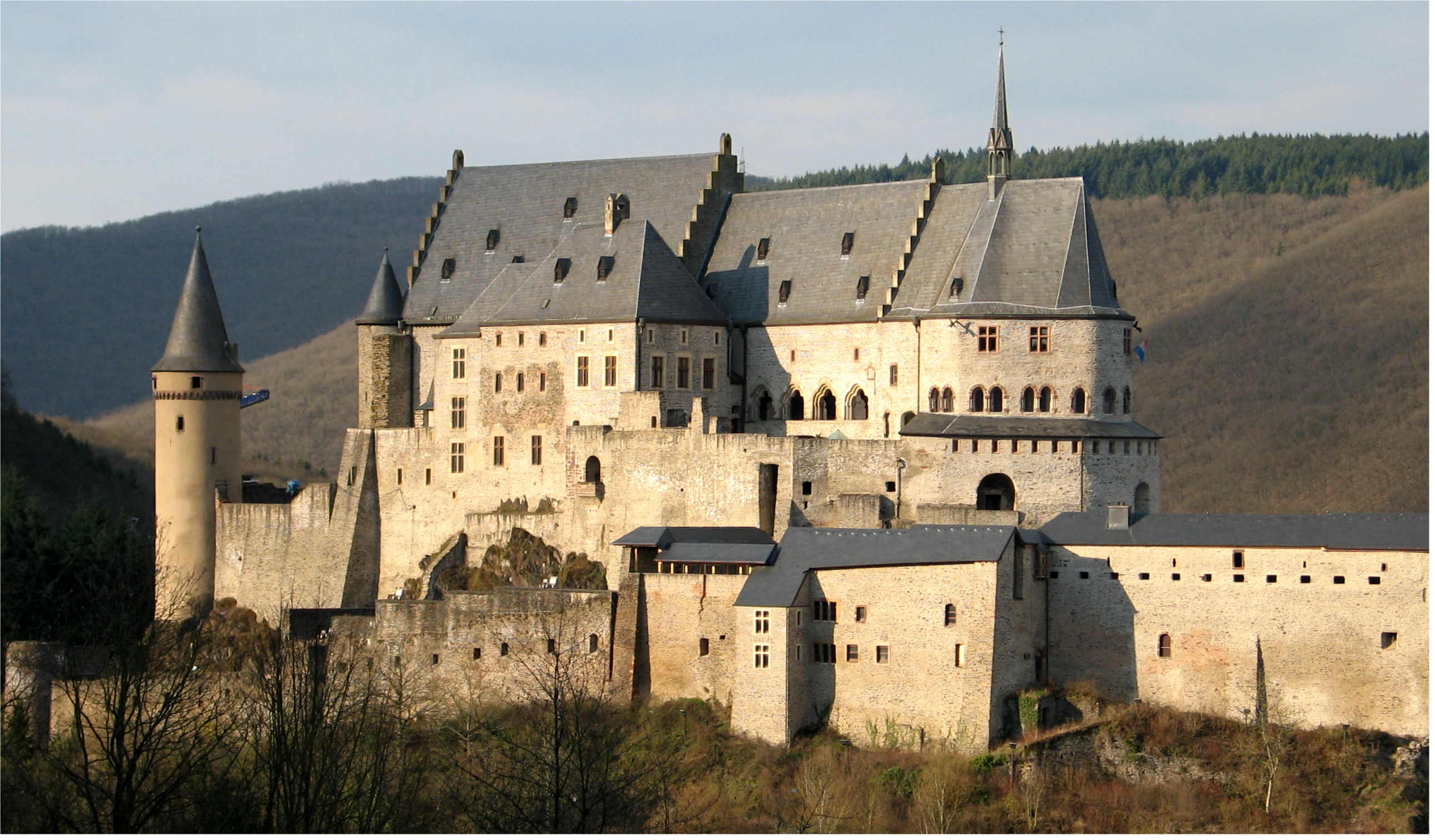
Kasteel Vianden

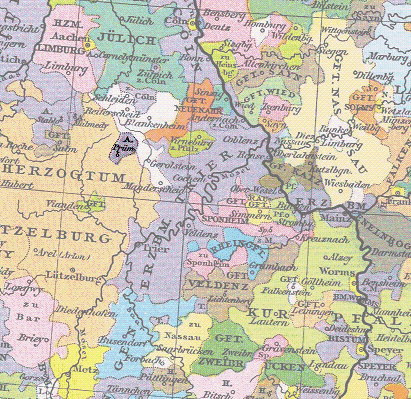
Het graafschap Vianden binnen het hertogdom Luxemburg in 1400

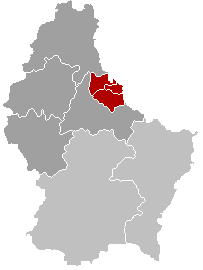
Het huidige Kanton Vianden

Het graafschap Vianden is een historisch graafschap. Het bestond vanaf ong. 1000 tot aan 1794. Behalve Ösling, het noorden van het huidige Luxemburg, omvatte het een groter gebied dat thans behoort tot de Duitse deelstaat Rijnland-Palts: de Eifelkreis Bitburg-Prüm. De hoofdstad was Vianden, aan de voet van de berg waarop de burcht staat van de graven van Vianden.
 Als leen van het hertogdom Luxemburg maakte het graafschap vanaf 1451 deel uit van de Bourgondische Nederlanden. Het was sinds 1417 in handen van de Bredase tak van het Huis Nassau, het Huis Nassau-Siegen, waarvan de graven vanaf 1404 ook heer waren van Breda.

## Bloeitijd
Vianden werd sinds de 11e eeuw bestuurd door het Huis Sponheim. Een van de eerste graven uit dit Huis was Frederik van Sponheim. Hij regeerde vanaf 1124. Hendrik I volgde zijn vader op als graaf van Vianden in 1210. Zijn regering betekende het hoogtepunt van het graafschap. Onder zijn regering werd het trinitariërsklooster in Vianden gesticht. Rond 1228 schonk de graaf het landgoed bij Roth met een kasteeltje, een Romaans kerkje en omvangrijke landerijen, aan de Orde van de tempeliers. Bijna een eeuw bezaten de tempeliers het tiendenrecht en gebruikten zij de opbrengst voor de strijd om het Heilig Land. Na de opheffing van de Orde behoorde het Slot Roth en de omringende landerijen aan de Maltezer Orde.

## Huis van Nassau

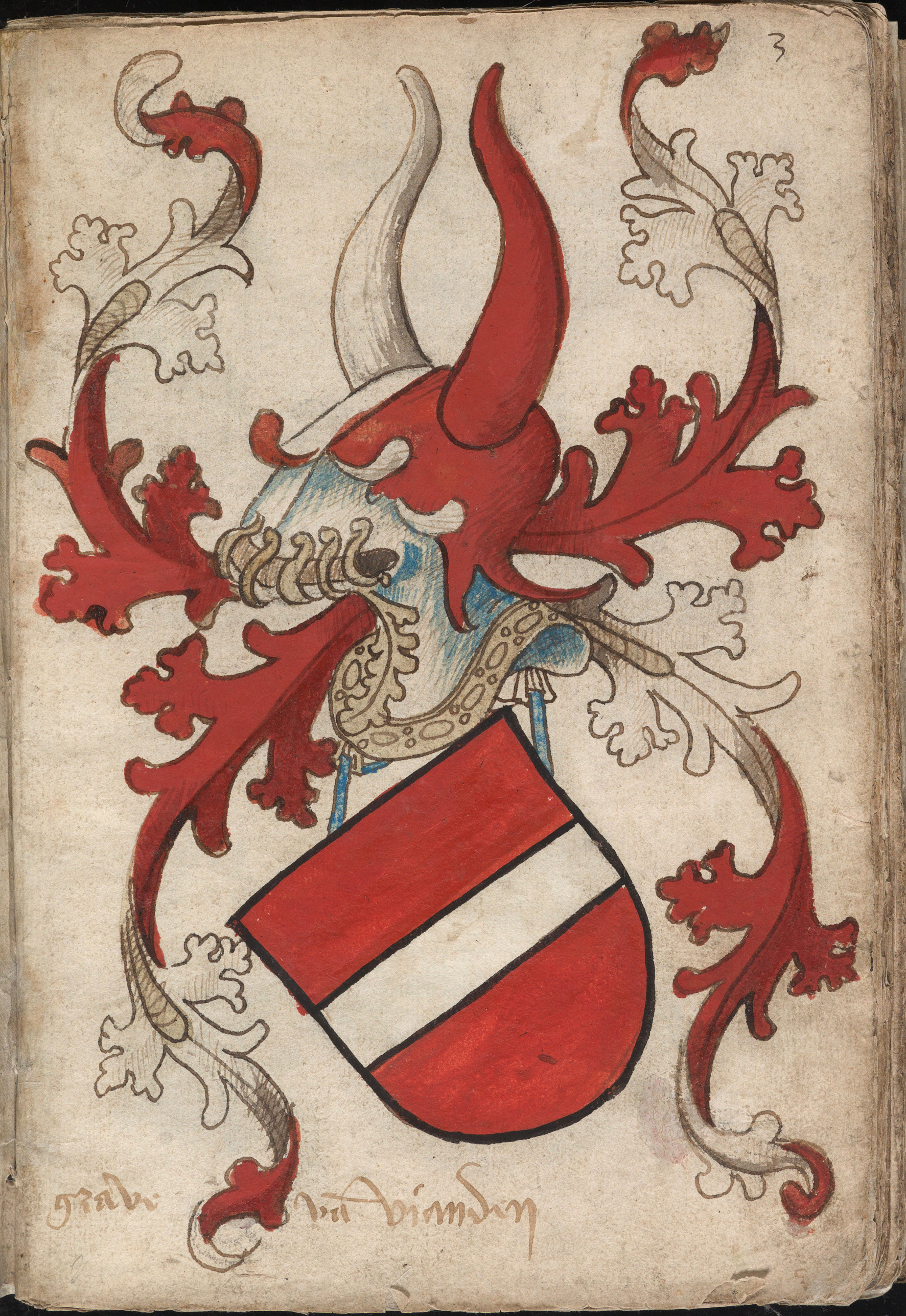
Het graafschap Vianden kwam in 1417 door vererving in handen van de graven van Nassau-Siegen. Hun grootvader, Otto II van Nassau-Siegen (ca. 1305-1350/51), was getrouwd met Adelheid van Vianden († 1376).
Dit wapenboek werd vermoedelijk gemaakt in opdracht voor graaf Engelbrecht II van Nassau (1451-1504). Het is mogelijk in bezit geweest van Willem van Oranje (Willem de Zwijger) (1533-1584) en Jacques Wijts (ca. 1579-1643). In 1898 maakte het deel uit van de verzameling van heraldiek schilder Otto Hupp (1859-1949).

In 1264 werd Vianden een leen van het graafschap Luxemburg. Het graafschap kwam in 1417 door vererving in handen van de graven van Nassau. Graaf Otto II van Nassau-Siegen, was in 1331 gehuwd met Adelheid van Vianden. Haar broer Hendrik II van Vianden overleed in 1337 en liet alleen een jonge dochter na, Maria van Vianden die trouwde met Simon III van Sponheim. Hun dochter Elizabeth liet in 1417 haar bezittingen na aan de kleinzoons van haar oudtante.
De bodem van Vianden bevat ijzererts, en in 1566 liet Willem van Oranje er door specialisten uit Siegen een hoogoven bouwen. Maar korte tijd later, in de aanloop naar  de Tachtigjarige Oorlog, werd het graafschap door koning Filips II van Spanje in beslag genomen. De Nassaus kregen het later weer terug, maar tot directe bemoeienis heeft dit niet meer geleid. Het landje had een eigen bestuursregeling en de landsheer werd vertegenwoordigd door een baljuw.

## Intermezzo's
In 1683 en 1702 werd door de graaf van Isenghien beslag gelegd op het graafschap Vianden vanwege een conflict over het erfdeel van Françoise de Lannoy, moeder van Anna van Egmond; dit beslag werd pas in 1759 opgeheven waarna het weer aan de Nassaus kwam.
In 1795 werd Vianden na de bezetting van Luxemburg door de Fransen in 1789, tot nationaal bezit verklaard. In 1806 werd het toegevoegd aan de domeinen van koning Lodewijk Napoleon. Die ruilde het met zijn broer Napoleon die het in 1810 schonk aan Laurent François Marie de Marboeuf; na de dood van de laatste in 1812 kwam het weer terug aan Napoleon. In 1815 werd het ten slotte door het Congres van Wenen weer aan de Nassaus toegekend.

## Groothertogdom Luxemburg
In de Hollandse Oorlog, (1672 tot 1678),  was Vianden bezet door Franse troepen. Bij de Vrede van Nijmegen kreeg Willem III van Oranje-Nassau het weer terug. Maar de ommuring van de stad Vianden was toen al gesloopt. In 1786 vielen de Fransen weer binnen, waarmee er een einde kwam aan de heerschappij van de Oranje-Nassaus. De Fransen hieven in 1794 het graafschap op als bestuurseenheid. Vianden ging met de hertogdommen Luxemburg en Bouillon het Woudendepartement vormen. Dit duurde tot 1815.
De Oranje-Nassaus bleven zich echter graaf van Vianden noemen; de titel werd als persoonlijke titel gevoerd door het hoofd van het Huis. De toewijzing in 1815 door het Congres van Wenen van het groothertogdom Luxemburg aan het Huis van Oranje-Nassau was mede gebaseerd op het graafschap Vianden. Het Congres wees echter de oostelijke zijde van het graafschap toe aan Pruisen. Dit betrof het belangrijkste deel van het graafschap, namelijk de landen ten oosten van de rivieren Sûre en Our.
In 1867, toen de Duitse Bond werd opgeheven en het hertogdom Nassau werd ingelijfd bij Pruisen, werd het Nassaus familieverdrag van 1783 herzien. Het graafschap Vianden zou met het groothertogdom Luxemburg overgaan op de Walramse Linie als in de Ottoonse Linie een mannelijke erfgenaam zou ontbreken. Deze afspraak werd nog eens bevestigd in 1885, toen de dood van prins Alexander de kwestie actueel had gemaakt. Sinds het overlijden van koning Willem III  behoort de titel "graaf van Vianden" aan de groothertog van Luxemburg Adolf van Nassau en zijn opvolgers. Niettemin voert de Nederlandse koning Willem-Alexander de titel Graaf van Vianden. Zie Titels Nederlandse koninklijke familie.

## Lijst van graven van Vianden
Huis Sponheim
- Frederik I (?-1152/6)
- Siegfried (1152/6-1171/84) (zoon)
- Frederik II (1171/84-na 1187) (broer)
- Frederik III (na 1187-na 1200) (zoon)
- Hendrik I (na 1200-1252) (zoon)
- Filips I (1252-1273) (zoon)
- Godfried I (1273-1307/10) (zoon)
- Filips II (1307/10-1315/6) (zoon)
- Hendrik II (1315/6-1337) (zoon)
- Maria (1337-1400) (dochter)
- Simon III van Sponheim (1348-1414) (echtgenoot)
- Elisabeth van Sponheim-Kreuznach (1414-1417) (dochter)

In 1417 kwam Vianden aan de Ottoonse linie van het Huis Nassau.
Huis Nassau

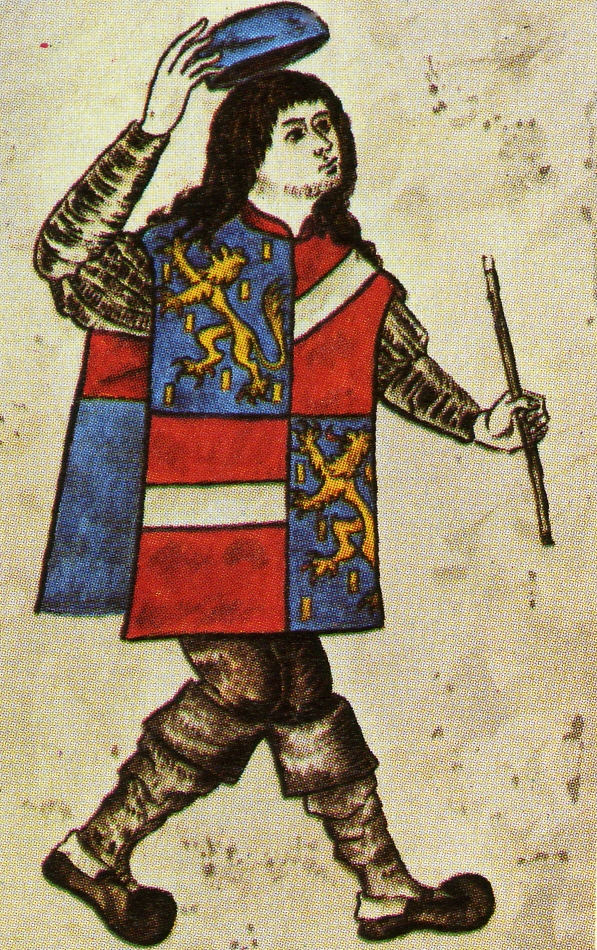
Een heraut van Nassau-Vianden, eind 15e eeuw.
Uit het Wapenboek Nassau-Vianden.

- Adolf I van Nassau-Siegen (1417-1420) (kleinzoon van Adelheid van Vianden, dochter van Filips II)
- Johan II van Nassau-Siegen (1417-1443) (broer)
- Engelbrecht I van Nassau-Siegen (1417-1442) (broer)
- Johan III van Nassau-Siegen (1417-1430) (broer)
- Hendrik II van Nassau-Siegen (1442-1451) (zoon van Engelbrecht I)
- Johan IV van Nassau-Siegen (1442-1447, 1451-1475) (broer)
- Engelbrecht II van Nassau-Breda (1475-1504) (zoon)
- Hendrik III van Nassau-Breda (1504-1538) (neef oomzegger)
- René van Chalon (1538-1544) (zoon)
- Willem van Oranje (1544-1584) (neef)
- Filips Willem van Oranje (1584-1618) (zoon)
- Maurits van Oranje (1618-1625) (broer)
- Frederik Hendrik van Oranje 1625-1647 (broer)
- Willem II van Oranje (1647-1651) (zoon)
- Willem III van Oranje (1651-1702) (zoon)
- Johan Willem Friso van Nassau-Dietz (1702-1711) (achterneef)
- Willem IV van Oranje-Nassau (1711-1751) (zoon)
- Willem V van Oranje-Nassau (1751-1795) (zoon)